# Bats (film)
Bats  è un  film del 1999, diretto da Louis Morneau. È una storia di ambientazione fantascientifica che nel 2007 ha avuto un sequel, Bats 2.

## Trama
Un piccolo paese del Texas viene assalito da una moltitudine di pipistrelli, insolitamente aggressivi. Si scoprirà che essi sono vittime di un esperimento che li ha mutati geneticamente. Lo sceriffo Kimsey nell'affrontarli verrà assistito dalla dottoressa Sheila.